# BioWall

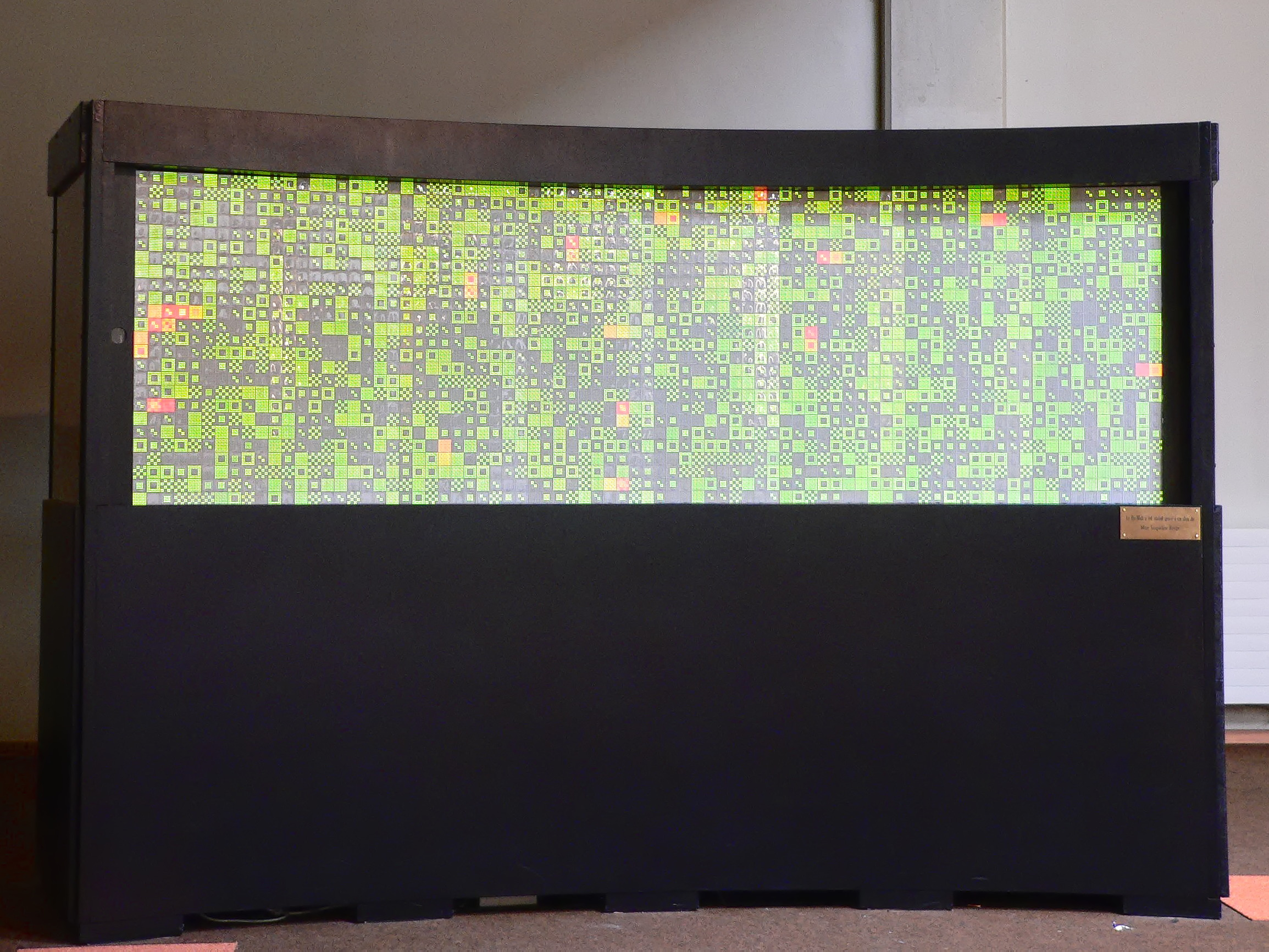
Le Biowall

Le BioWall est une mosaïque constituée de plusieurs milliers de modules dont la surface est couverte de diodes électroluminescentes. Chaque unité réagit au toucher et est dotée d'un circuit logique programmable (FPGA). Ce projet académique vise à étudier les possibilités de création en matière de tissus électroniques bio-inspirés avec des caractéristiques telles que l'auto-réparation, l'évolution, la reproduction et l'apprentissage.
Le BioWall a été développé au Laboratoire des Systèmes Logiques de l'EPFL en Suisse et sponsorisé par Jacqueline Reuge, propriétaire du musée de la Villa Reuge à Sainte-Croix (VD) dans le canton de Vaud. Plusieurs versions du BioWall ont été construites, le plus grand mesure 530 cm de long et 60 cm de haut. Son épaisseur est de 50 cm. À l'intérieur du système, plusieurs milliers de FPGA sont reliés entre eux. Ils se transmettent des informations de proche en proche selon le principe des machines embryonnaires : des organismes complets sont réalisés en déléguant des tâches à de plus petites unités de traitement qui sont identiques. Celles-ci travaillent en parallèle et le FPGA représente le cœur de la cellule. Le FPGA (Spartan XCS10XL de Xilinx) renferme lui-même d'autres unités encore plus élémentaires que l'on pourrait assimiler à des molécules. L'interaction avec les cellules peut se faire de l'extérieur grâce à l'équivalent de la peau, symbolisée par une membrane réagissant au toucher. La cellule communique en retour avec 64 DELs colorées. Si une des cellules venait à mourir, les autres pourraient prendre le relai grâce à des mécanismes de réparation.
Techniquement, le nombre d'unités est limité par la fréquence de l'horloge. Les signaux doivent avoir le temps de parcourir toute la structure. Les prototypes les plus grands se montent à 3500 unités (un mur de 25 par 140 unités).
Depuis 2003, un BioWall est exposé de manière permanente au musée Bolo à Lausanne en Suisse.

## Applications
Plusieurs automates cellulaires et autres applications majoritairement bio-inspirées ont été programmés sur le BioWall.
- une horloge tolérante aux erreurs
- le jeu de la vie de Conway
- les boucles de Langton
- divers réseaux de neurones
- le constructeur universel de Von Neumann
- les automates de Stephen Wolfram
- comparaisons de séquences d'ADN